# Universal Soldier : Le Combat absolu
Pour un article plus général, voir Universal Soldier (série de films).
Série Universal Soldier
Universal Soldier
(1992) Universal Soldier : Régénération
(2010)
Pour plus de détails, voir Fiche technique et Distribution.
Universal Soldier : Le Combat Absolu (Universal Soldier: The Return) est un film américain d'action et de science-fiction réalisé par Mic Rodgers, sorti en 1999. C'est la suite d’Universal Soldier (1992) réalisé par Roland Emmerich.

## Synopsis
Veronica a eu une fille avec Luc Deveraux, ancien UNI-SOL (Universal Soldier), il travaille maintenant en tant qu'expert sur leur programme d'entraînement. C'est alors qu'un problème très grave survient : S.E.T.H., l'ordinateur qui contrôle les UNI-SOL, devient indépendant et se révolte.

## Fiche technique
Sauf indication contraire, les informations mentionnées dans cette section peuvent être confirmées par la base de données cinématographiques IMDb,  présente dans la section « Liens externes ».
- Titre original : Universal Soldier: The Return
- Titre français : Universal Soldier : Le Combat Absolu
- Titre québécois : Unité spéciale : Le Combat absolu
- Réalisateur : Mic Rodgers
- Scénario : William Malone et John Fasano, d'après les personnages créés par Richard Rothstein, Christopher Leitch et Dean Devlin
- Musique : Don Davis
- Direction artistique : John Frick
- Décors : David Chapman et Donnasu Sealy
- Costumes : Jennifer L. Bryan
- Photographie : Mike Benson
- Son : Pud Cusack, Joe Barnett, Dorian Cheah, John Ross
- Montage : Peck Prior
- Production : Jean-Claude Van Damme, Craig Baumgarten et Allen Shapiro

Coproducteurs : Adam Merims, Richard G. Murphy et Bennett R. Specter
Producteurs délégués : Daniel Melnick et Michael Rachmil
- Sociétés de production[1] : Baumgarten-Prophet Entertainment, IndieProd Company Productions et Long Road Entertainment, avec la participation de TriStar Pictures
- Distribution[1] :
  - États-Unis : Sony Pictures Entertainment (SPE), TriStar Pictures, Sony Pictures Releasing
  - France : Columbia TriStar Films
- Budget : 45 millions de dollars[2]
- Pays d'origine :  États-Unis
- Langue originale : anglais
- Format[3] : couleur (DeLuxe) - 35 mm - 1,85:1 (Panavision) - son Dolby | SDDS
- Genre : action, science-fiction
- Durée : 83 minutes
- Dates de sortie[4] :
  - France : 14 juillet 1999
  - États-Unis : 20 août 1999
  - Belgique : 4 juillet 1999 (Wilkinson American Movie Day) ; 11 août 1999 (sortie nationale)
- Classification[5] :
  -  États-Unis : R – Restricted (Les enfants de moins de 17 ans doivent être accompagnés d'un adulte).
  -  France : Interdit aux moins de 12 ans (visa d'exploitation no 97371 délivré le 28 juillet 1999)[6]

## Distribution
- Jean-Claude Van Damme (VF : Patrice Baudrier) : Luc Deveraux (Luc Devereux en VF)
- Michael Jai White (VF : Thierry Desroses) : S.E.T.H.
- Heidi Schanz (VF : Nathalie Spitzer) : Erin Young
- Daniel von Bargen (VF : Jean-Jacques Nervest) : le général Radford
- Xander Berkeley (VF : Olivier Granier) : Dr Dylan Cotner
- Bill Goldberg (VF : Patrice Melennec) : Romeo
- Justin Lazard (en) : le capitaine Blackburn
- Kiana Tom (VF : Magali Barney) : Maggie
- Karis Paige Bryant (VF : Adeline Chetail) : Hillary Deveraux, la fille de Luc
- Brent Hinkley (VF : Ludovic Baugin) : Squid
- Ally Walker : Veronica Deveraux, la femme décédée de Luc

## Box-office
Avec un budget de 45 millions de dollars, les résultats au box-office sont très décevants : le film ne récolte que 10 667 893 $ aux États-Unis et 2 700 000 $ dans le reste du monde,.
| Pays ou région            | Box-office                     | Date d'arrêt du box-office | Nombre de semaines |
| ------------------------- | ------------------------------ | -------------------------- | ------------------ |
| États-Unis (1er week-end) | 4 605 167 $                    | du 20 au 22 août 1999      | -                  |
| États-Unis                | 10 431 220 $                   | 26 septembre 1999          | 6                  |
| France Paris              | 136 326 entrées 34 284 entrées | -                          | -                  |
| Total hors États-Unis     | 2 700 000 $                    | -                          | -                  |
| Total mondial             | 13 367 893 $                   | 26 septembre 1999          | 6                  |

## Saga
C'est la première fois que Jean-Claude Van Damme accepte de jouer dans une suite, auparavant il avait refusé les suites de Kickboxer et Bloodsport.

### Films
- 1992 : Universal Soldier (1992) de Roland Emmerich
- 1999 : Universal Soldier : Le Combat absolu (Universal Soldier: The Return) de Mic Rodgers
- 2009 : Universal Soldier : Régénération de John Hyams
- 2012 : Universal Soldier : Le Jour du jugement de John Hyams

### Téléfilms
- 1998 : Universal Soldier 2 : Frères d'armes (Universal Soldier II: Brothers in Arms) de Jeff Woolnough
- 1999 : Universal Soldier 3 : Ultime vengeance (Universal Soldier III: Unfinished Business) de Jeff Woolnough